# NGC 471
NGC 471 (również PGC 4793 lub UGC 861) – galaktyka soczewkowata (S0), znajdująca się w gwiazdozbiorze Ryb. Odkrył ją Albert Marth 3 listopada 1864 roku.